# Maison (73 rue Jean-Jacques-Rousseau, Chinon)
Pour les articles homonymes, voir Maison (homonymie).
La maison (73 rue Jean-Jacques-Rousseau, Chinon) est une demeure particulière dans la commune de Chinon, dans le département français d'Indre-et-Loire.
Cette maison à pans de bois du XVe siècle, dont la façade principale est ouverte sur la grande rue de Chinon à l'époque médiévale, est inscrite comme monument historique en 1962.

## Localisation
La maison se situe au no 73 de la rue Jean-Jacques-Rousseau, prolongement vers l'est de la principale rue traversant la ville d'ouest en est au Moyen Âge, dans le quartier Saint-Étienne ; la maison occupe l'ouest du carrefour que cette rue forme avec la rue Marceau. De l'autre côté de cette dernière rue se trouve une autre maison à pans de bois, également monument historique. Ces deux maisons, possédant des rez-de-chaussée aménagés en boutiques, témoignent de la vocation commerciale du quartier au Moyen Âge.

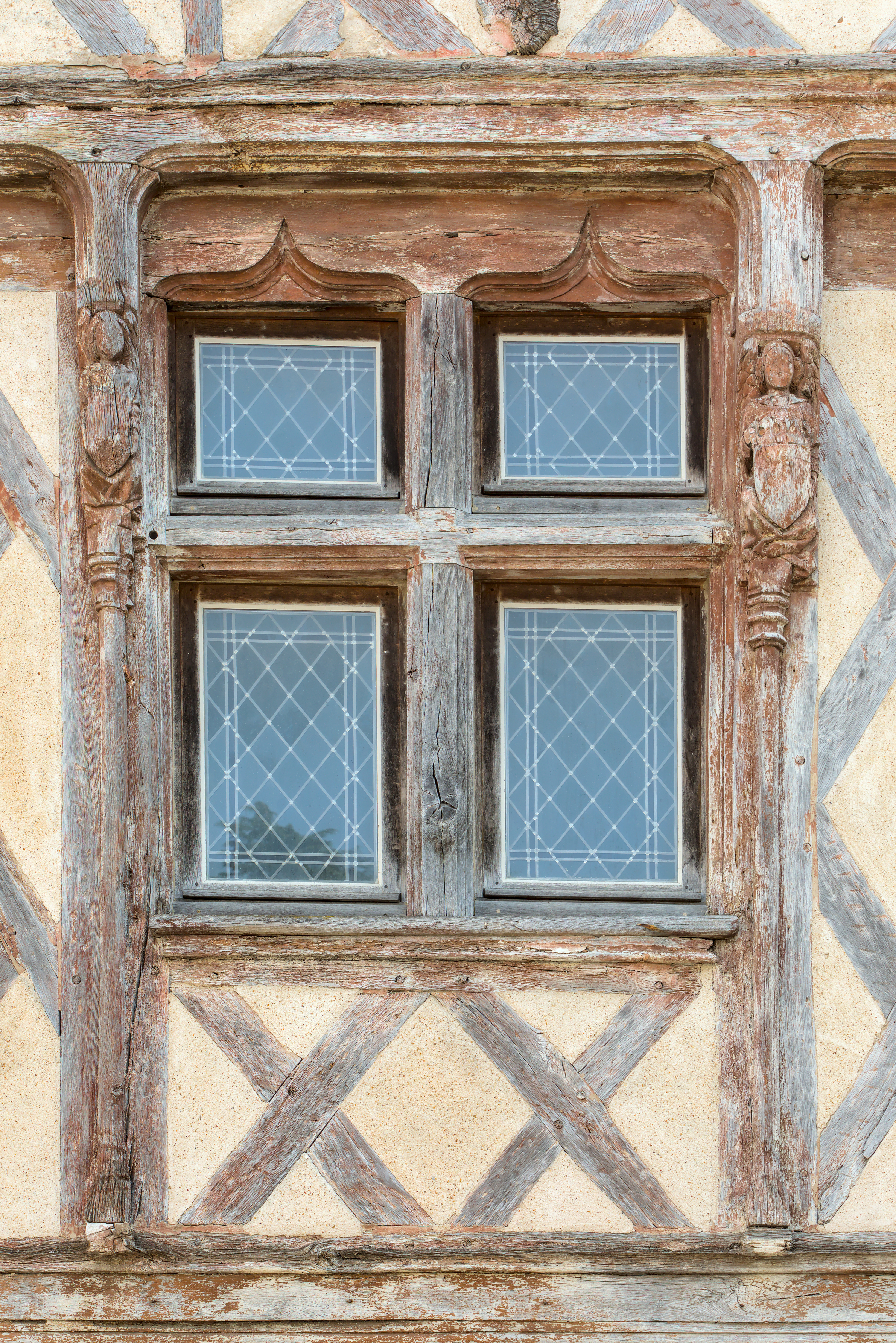
Détail d'une fenêtre de la façade.

## Histoire
La construction de la maison remonte aux XVe et XVIe siècles.
Ses façades et sa toiture sont inscrites comme monument historique par arrêté du 26 décembre 1962.

## Description
Elle comporte un rez-de-chaussée maçonné sur la façade latérale, un premier étage sur plan rectangulaire et un comble en appentis couvert d'ardoises. Les pans de bois des étages dessinent des motifs de losanges. Le premier étage présente un encorbellement prononcé soutenu par des consoles de pierre et de bois.

## Pour en savoir plus